# Ободовська Раїса Андріївна
Раїса Андріївна Ободовська (6 серпня 1948, Харківська область, УРСР — 30 липня 2012) — українська радянська трекова і шосейна велогонщиця, призерка чемпіонатів світу, неодноразова чемпіонка України та СРСР, заслужений майстер спорту СРСР.

## Життжпис
Народилася 6 серпня 1948 року на Харківщині. Проживала в місті Мерефа Харківської області, де закінчила мереф'янську середню школу № 5, нині Мереф'янський ліцей імені В. П. Мірошниченка. Під час навчання в Харківському радіотехнічному технікумі почала займатися у секції спортивного товариства «Авангард», Харків під керівництвом Юрія Гладкова.
У 1967 році в Амстердамі Ободовська вперше стала срібною призеркою чемпіонату світу з трекових велоперегонів в індивідуальній гонці переслідування. В наступні роки вона здобула два золота (в 1968 та 1966 роках) і срібну медаль (в 1970 році).
У 1969 році Ободовська стала чемпіонкою СРСР в командній гонці переслідування, а в 1970 році — в індивідуальній.
В шосейних перегонах вона також ставала призеркою чемпіонату світу: бронзова медаль на Чемпіонат світу з шосейних велоперегонів 1970 у Лестері.
В листопаді 1969 року одружилася з тренером Юрієм Гладковим, народила дочок Марину і Тетяну. Після декретної відпустки повернулась у професійний спорт, і у 1979 та 1980 рр. ставала чемпіонкою СРСР в груповій гонці на шосе, чемпіонкою СРСР 1981 року в спринті. В багатоденній гонці 1981 року завоювала приз найактивнішої, стабільної і найкращої гірської гонщиці.
Після завершення спортивної кар'єри у 1984 році працювала директоркою спортивної школи. В 2011 році отримувала державну стипендію для видатних діячів фізичної культури і спорту.
Є почесною громадянинкою Харківського району.

## Статистика

### Трекові велоперегони
| Рік  | Змагання                                 | Місце проведення        | Результат | Дисципліна                         |
| ---- | ---------------------------------------- | ----------------------- | --------- | ---------------------------------- |
| 1967 | Чемпіонат світу з трекових велоперегонів | Амстердам, Нідерланди   | 2         | Індивідуальна гонка переслідування |
| 1968 | Чемпіонат світу з трекових велоперегонів | Рим, Італія             | 1         | Індивідуальна гонка переслідування |
| 1969 | Чемпіонат світу з трекових велоперегонів | Брно, Чехословаччина    | 1         | Індивідуальна гонка переслідування |
| 1970 | Чемпіонат світу з трекових велоперегонів | Лестер, Велика Британія | 2         | Індивідуальна гонка переслідування |

### Шосейні велоперегони
| Рік  | Змагання                                 | Місце проведення        | Результат | Дисципліна |
| ---- | ---------------------------------------- | ----------------------- | --------- | ---------- |
| 1970 | Чемпіонат світу з шосейних велоперегонів | Лестер, Велика Британія | 3         | спринт     |